# Bombylius metopium
Bombylius metopium är en tvåvingeart som beskrevs av Osten Sacken 1877. Bombylius metopium ingår i släktet Bombylius och familjen svävflugor. Inga underarter finns listade i Catalogue of Life.